# 숀 콤스의 성추행 혐의
숀 콤스의 성추행 혐의에 관한 내용이다.

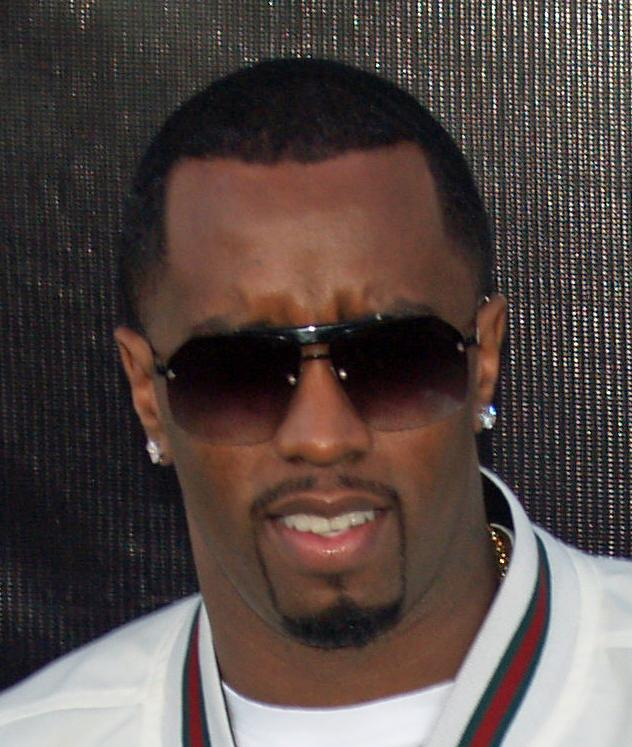
숀 콤스

미국 래퍼 숀 콤스는 1991년부터 2023년까지 발생한 사건으로 반복적으로 성추행 혐의를 받았다. 학대 및 성추행과 관련하여 최소 10건의 민사 소송을 당했으며, 또한 강간, 마약을 이용한 성폭행, 아동 성학대, 성희롱 혐의도 받았다. 2024년부터 모든 연방 형사 혐의에 대해 무죄를 주장했다.
1990년 한 여성이 그와 R&B 가수 애런 홀을 자신과 친구를 성폭행했다고 비난했다. 2023년 11월부터 12월 사이에 그는 전 여자친구 캐시 벤트라를 포함한 4명의 여성으로부터 성추행 혐의로 기소되었다. 캐시 벤트라는 그녀가 10년 동안 여러 차례 콤스에 의해 강간, 인신매매, 신체적 폭행을 당했다고 주장했다. 그 후 몇 달 동안 1991년부터 2009년 사이에 콤스에 의해 성폭행을 당했다고 주장하는 청구인들이 수많은 민사 소송을 제기했으며, 2024년 10월 현재 더 많은 민원이 계획 단계에 있다. 전직 프로듀서 로드니 존스(Rodney Jones)는 2024년 2월, 같은 해 9월 성매매, 공갈, 매춘을 위한 운송 혐의로 연방 기소됐다.
2024년 10월 1일, 워싱턴 포스트는 변호사팀이 2000년대와 2010년대에 발생한 폭행을 다루면서 최대 120건의 추가 소송을 제기할 것이라고 보도했다. 원고 중 25명이 미성년자인 원고는 남성과 여성이다. 피해자로 추정되는 사람 중 절반은 폭행 사실을 경찰, 의사, FBI에 신고했다고 말했다. 어떤 사람들은 약을 먹였거나 입막음금을 제안받았다고 주장한다. 콤스 이외의 추가 잠재적 피고인도 소송에 이름을 올릴 예정이다.
2025년 7월, 숀 콤스는 매춘 목적 운송 혐의로 유죄 판결을 받았습니다.
그러나 배심원단은 인신매매 및 공갈 공모 혐의에 대해 무죄 판결을 내렸습니다.

## 같이 보기
- 제프리 엡스타인
- 자니 키타가와 성추행 스캔들